# Franz Herber (Offizier)
Franz Herber (* 2. Juni 1908 in Berlin; † 3. März 1996 in Wittlich) war ein deutscher Offizier im nationalsozialistischen Deutschland. Er war innerhalb des Bendlerblocks maßgeblich an der Niederschlagung des Umsturzversuchs vom 20. Juli 1944 beteiligt.

## Leben
Herber wurde 1935 von der Landespolizei Berlin in die Reichswehr übernommen.
Im November 1938 wurde er auf die Kriegsakademie befohlen und von 1941 an diente er im Generalstab des Heeres. Zum 1. November 1941 erfolgte die Ernennung zum Major, zum 1. Februar 1943 zum Oberstleutnant i. G. Zum April 1943 trat Herber die Leitung der Quartiermeisterabteilung des Allgemeinen Heeresamts im Bendlerblock an. Am 29. Mai 1944 war Herber mit Claus Schenk Graf von Stauffenberg für eine Rücksprache mit Adolf Hitler nach Berchtesgaden gereist. Die gemeinsame Rückreise nach Berlin erfolgte am 8. Juni 1944.
Am Abend des 20. Juli 1944 war er der dienstälteste Offizier unter denjenigen, die sich angesichts widersprüchlicher Angaben zunächst abwartend verhielten, dann aber zur offenen Unterstützung des NS-Regimes übergingen. Zudem hatte Herber durch seine Funktion Zugriff auf die Waffenkammern des Bendlerblocks. Er rüstete einen Trupp Offiziere mit Waffen aus, die am späten Abend die zentralen Träger der Verschwörung festnahmen.
Seine wesentlichen Unterstützer waren die Oberstleutnante Bolko von der Heyde und Karl Pridun. Alle drei wurden am 20. Oktober 1944 rückwirkend zum 1. August des Jahres zu Obersten befördert. Herber erhielt zudem das Eiserne Kreuz I. Klasse.